# Chikuhoku
Chikuhoku (jap. 筑北村 Chikuhoku-mura) – wieś w Japonii, na wyspie Honsiu, w prefekturze Nagano. Według danych na rok 2020 miejscowość zamieszkiwało 4 149 mieszkańców , a gęstość zaludnienia wyniosła 41,7 os./km².